# 寺西秀則

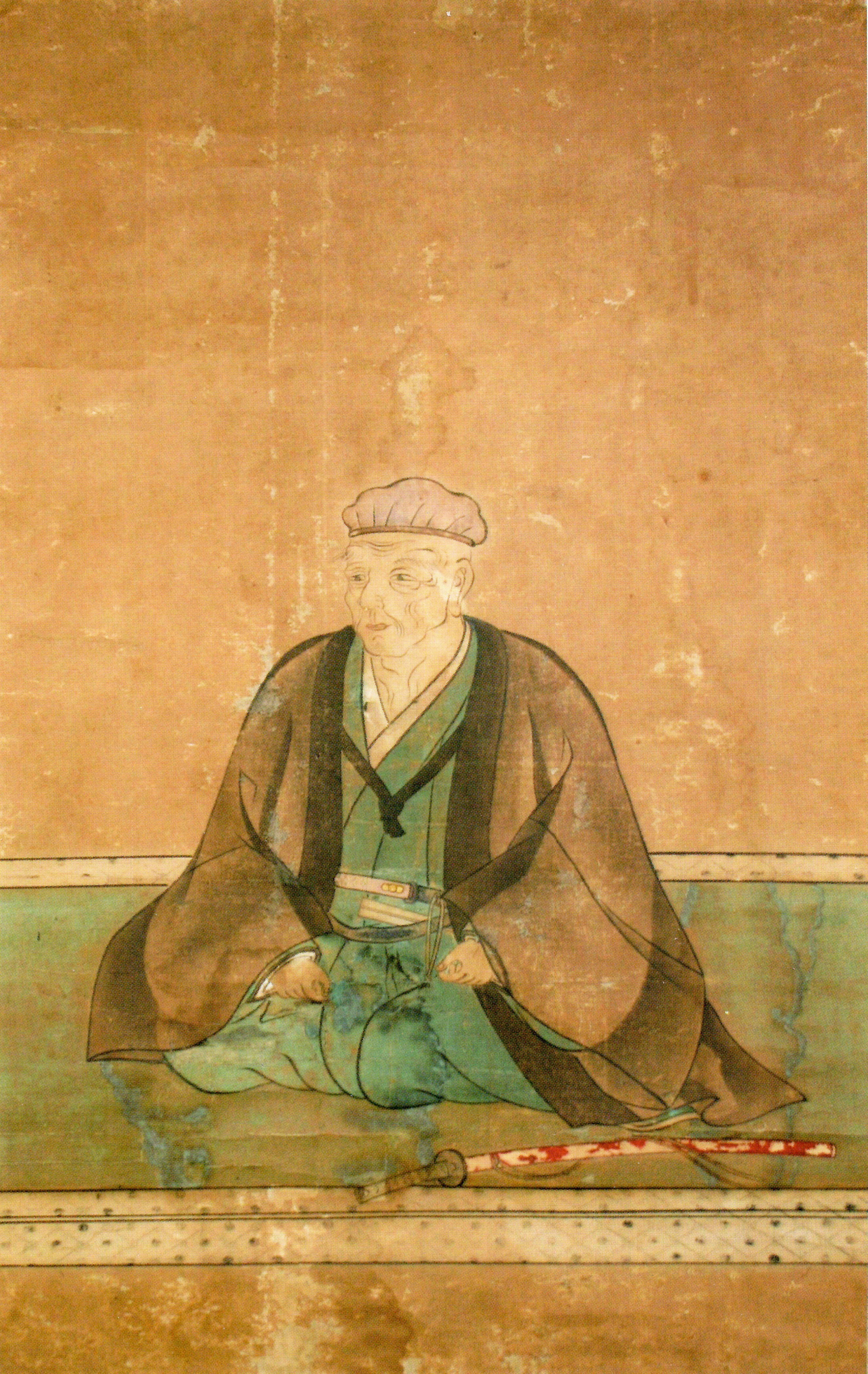
寺西秀則

寺西 秀則（てらにし ひでのり、? - 慶長16年（1611年））は、戦国時代の武将。織田、前田家臣。通称治兵衛、宗与と号した。

## 経歴
寺西氏は桓武平氏千葉一族といわれる。秀則は石見守秀之の子として尾張国荒子に生まれた。織田信長に仕え佐久間信盛の与力とされ、野洲川の戦い、姉川の戦いで功を顕し近江石部城主となった。天正3年、長篠の戦いで重傷を負った。
その後石山合戦に従軍したが、佐久間の失脚に秀則も連座して追放された。佐渡国を目指す途上、能登国七尾で尾張荒子の同郷の前田利家に慰留され、信長横死後に5千俵を給され臣下となった。前田家臣として賤ヶ岳の戦い、末森城の戦いに従軍し、加賀松任城代を務め、累功によって5千石を領した。慶長16年死去。子孫は加賀藩士として続いた。
弟の之政（清左衛門）は滝川一益、織田信雄に仕えたのち、天正19年に浅野長政に1500石をもって仕え、子孫は安芸広島藩士となっている。